# Дорожний (Калінінградська область)
Дорожний (рос. Дорожный) — селище Гур'євського міського округу, Калінінградської області Росії. Входить до складу Кутузовського сільського поселення.
Населення — 569 осіб (2015 рік).

## Населення
| 2002 | 2010 |
| ---- | ---- |
| 312  | ↗569 |